# Запорожец, Антон Петрович
Запорожец Антон Петрович (1898 — 1917, Москва) — солдат из отряда двинцев.
До ареста двинцев служил в 144-м Каширском полку 5-й армии. В первом бою в борьбе за Советскую власть на Красной площади был смертельно ранен. Похоронен у Кремлёвской стены.